# Le Concert pour le Bangladesh
Pour les articles homonymes, voir The Concert for Bangladesh (homonymie).
Pour plus de détails, voir Fiche technique et Distribution.
Le Concert pour le Bangladesh (The Concert for Bangladesh) est un film documentaire britannico-américain de Saul Swimmer sur le premier concert de charité organisé par George Harrison et Ravi Shankar le 1er août 1971. Le film s'articule autour des deux horaires prévus (14 h 30 et 20 h) où 40 000 personnes au total assistèrent au concert. Outre les performances de Harrison et Shankar, le documentaire inclut les prestations de Bob Dylan, Billy Preston, Leon Russell et Ringo Starr.
Après le single, les concerts et le triple album qui en est extrait, ce film est la dernière déclinaison qui consistait à récolter le plus de fonds possible pour les réfugiés de l'ancien Pakistan oriental.
Produit par Apple Films, le film sortit au printemps 1972 après divers problèmes techniques. Le film fut édité en DVD en 2005, assorti d'un documentaire, The Concert for Bangladesh revisited.

## Synopsis
Le film s'ouvre sur la conférence de presse, organisée dans les bureaux d'ABKCO à New York, George Harrison et Ravi Shankar présentent aux médias le projet du concert de charité qui doit se dérouler dans cinq jours. Un journaliste intervient : 
« Mr.Harrison, parmi les énormes problèmes dont le monde regorge, pourquoi avez vous choisi celui-ci pour vous impliquer ?

- Parce qu'un ami me l'a demandé, vous savez. C'est tout. »
La scène se déplace ensuite à l'intérieur du Madison Square Garden, montrant l'équipe technique installer le matériel pour le premier spectacle. En voix off, Harrison donne quelques explications supplémentaires : 
« Au départ c'était une idée de Ravi Shankar, il voulait organiser une action de ce type. Il m'a parlé de son implication et m'a demandé si j'avais des suggestions. Quand j'ai décidé de faire ce concert, je me suis occupé de l'organiser avec l'aide de mes amis. Tous les musiciens sont venus, parfois de l'autre bout du monde, sans être payés.[...] Le concert a rapporté 250 000 dollars, très peu par rapport au disque, mais voilà cela a fait boule de neige et permettra de nourrir ceux qui ont faim.»
Le concert commence, George Harrison monte seul sur scène et s'adresse au public :« Avant de commencer le concert, je voudrais vous dire que... Merci à tous d'être là ! »
Il introduit ensuite le premier groupe de musiciens un duo entre Ravi Shankar et Ali Akbar Khan, qui procèdent à l'accordage de leurs instruments pendant quelques secondes. Le public applaudissant avec enthousiasme lorsque Shankar prend la parole, ce dernier lance en plaisantant : « Merci, si vous appréciez tant le réglage, j'espère que vous apprécierez la musique.» Les quatre musiciens se lancent ensuite dans un dhun de quinze minutes.
Un bref intermède s'ensuit, composé de séquences en coulisses mettant en scène Phil Spector, Harrison et d'autres artistes qui se rendent sur scène. Harrison commence la partie rock du concert avec une composition de son dernier album, All Things Must Pass, Wah-Wah. Il est accompagné par un puissant groupe, dont deux batteurs, Ringo Starr et Jim Keltner, le pianiste Leon Russell, l'organiste Billy Preston, Klaus Voormann à la basse, deux autres guitaristes, Eric Clapton et Jesse Ed Davis, les quatre membres de Badfinger, une section cuivre, un chœur de chanteurs en soutien, dont quelques-uns jouent également des percussions.
Après qu'Harrison ait interprété deux autres de ses chansons (My Sweet Lord et Awaiting On You), Billy Preston entonne That's The Way God Planned It. Vers la fin de la chanson, Preston se lève de son tabouret et danse à l’avant scène - au grand plaisir de Harrison et du public. Ringo Starr chante sa chanson It Don't Come Easy et semble déstabilisé lorsqu’il oublie certains mots. Harrison revient ensuite au devant de la scène pour entonner Beware of Darkness en duo avec Leon Russell. Après cela, Harrison s'arrête quelques minutes pour présenter les nombreux musiciens autour de lui, et à son propre étonnement, oublie l'un des interprètes clé :
«- J’ai pas oublié quelqu’un ?!...

le public: -PRESTON !...PRESTON !...

- J’ai oublié Billy Preston! (rire) »
Harrison enchaine ensuite avec While My Guitar Gently Weeps, où à la fin de laquelle, Clapton lutte difficilement avec sa lead guitar. 
Après un léger changement de personnel, Leon Russell offre un medley, composé d’une reprise des Rolling Stones et des Coasters. Harrison interprète ensuite une version acoustique d’une autre chanson des Beatles, Here Comes the Sun. Puis reprend le micro et annonce : 
«- J’aimerais vous présenter un ami de tout le monde, mister Bob Dylan ! »
Après une ovation fulgurante, Bob Dylan, accompagné de Ringo Starr, George Harrison et Leon Russell, interprète quatre de ses plus emblématiques chansons dont Blowin' in the Wind, et Just Like a Woman.
Deux autres chansons de George Harrison ferment le spectacle, Something et Bangla Desh. Le film se termine durant la prestation de cette dernière, intercalée avec des images de réfugiés bengali souffrant de malnutrition. À la fin de la chanson, Harrison sort de scène tandis que le reste de la bande joue.

## Fiche technique
- Titre : Le Concert pour le Bangladesh
- Titre original : The Concert for Bangladesh
- Réalisation : Saul Swimmer
- Montage : Howard Lester
- Production : George Harrison, Allen Klein
- Sociétés de production :  Apple Corps
- Sociétés de distribution : 20th Century Fox
- Format : Couleur - 1.40 : 1
- Pays de production : ,
- Langue : anglais
- Genre : Film de concert
- Durée : 103 minutes
- Direction musicale : George Harrison et Phil Spector
- Photo : Sol Negrin, Richard Brooks, Fred Hoffman et Tohru Nakamura
- Dates de sortie : 
  - États-Unis : 23 mars 1972
  - France : 31 mai 1972
  - Royaume-Uni  : 1er juillet 1972

## Performances
- Bangla Dhun
- Wah-Wah
- My Sweet Lord
- Awaiting On You
- That's The Way God Planned It
- It Don't Come Easy
- Beware of Darkness
- While My Guitar Gently Weeps
- Medley: Jumpin' Jack Flash/Young Blood
- Here Comes the Sun
- A Hard Rain's A-Gonna Fall
- Takes a Lot to Laugh, It Takes a Train to Cry
- Blowin' in the Wind
- Mr. Tambourine Man
- Just Like a Woman
- Something
- Bangla Desh

## Distribution
| - Eric Clapton - Guitare - Bob Dylan - Chant, Guitare et harmonica - George Harrison - Chant, Guitares - Billy Preston - Chant, Claviers - Leon Russell - Chant, basse, piano - Ringo Starr - Chant,batterie, Tambourin - Ravi Shankar - Sitar - Ali Akbar Khan : sarod - Alla Rakha : tabla - Klaus Voormann - basse - Jesse Ed Davis - Guitare rythmique - Tom Evans - Guitare acoustique - Pete Ham - Guitare acoustique - Mike Gibbins - Percussion - Jim Keltner - Batterie - Joey Molland - Guitare acoustique - Don Preston - Guitare - Carl Radle - basse (sur "Jumpin' Jack Flash"/"Young Blood" seulement) | - Kamala Chakravarty – tambura - Claudia Linnear - Jo Green - Jeanie Greene - Marlin Greene - Dolores Hall - Don Nix - Don Preston |